# 庫德斯坦王國
庫德斯坦王國（：‎）是在鄂圖曼帝國瓦解之後在蘇萊曼尼亞出現的一個國家。這個國家存在於1922年九月至1924年七月，後來被併入美索不達米亞託管地。

## 外部連結
- The Kingdom of Kurdistan
- Footnotes to History (Kurdistan, Kingdom of)
- Sheik Mahmmud Barzanji